# Vesna (film)
Vesna je črnobeli slovenski film Františka Čapa iz leta 1953. Romantično komedijo si je premierno ogledalo skoraj 95.000 gledalcev in sodi med najbolj gledane slovenske filme. 
Dogaja se v Ljubljani in na letališču v Ljubljani, (ob današnji Letališki cesti).
Nadaljevanje filma z istimi in nekaj novimi igralci so posneli leta 1957, to je film Ne čakaj na maj.
Film Vesna je ena izmed prvih slovenskih komedij, ki med svojimi sodobniki, večinoma vojnimi filmi, izstopa po lahkotni tematiki.

## Filmska ekipa
- fotografija - Metod Badjura, Žaro Tušar, Viki Pogačar
- glasba - Bojan Adamič
- igralci: 
  - Vesna (Janja) - Metka Gabrijelčič
  - Samo - Franek Trefalt
  - Sandi - Janez Čuk
  - Krištof - Jure Furlan
  - Samova mama, ga. Kocjan - Metka Bučar
  - prof. Slapar, Janjin oče (imenovan Kosinus) - Stane Sever
  - teta Ana, njegova sestra - Elvira Kralj
  - slikar Trpin - Frane Milčinski – Ježek
  - dijakinja »Hiperbola« - Olga Bedjanič
  - prof. Jelen - Pavle Kovič
  - Štrbajs - Boris Kralj
  - inštruktorica padalskega tečaja - Alenka Svetel
- kamera - Metod Badjura, Viki Pogačar, Žaro Tušar
- direktor filma - Milan Košak
- snemalec zvoka - Marjan Meglič
- kostumografinja - Mija Jarc
- maska - Berta Meglič, Jan Novotny
- direktor fotografije - Pavel Grupp

## Vsebina
Samo, Sandi in Krištof se pripravljajo na maturo. Domislijo se, da bi se lahko dokopali do matematičnih maturitetnih nalog s pomočjo domnevne profesorjeve hčerke z vzdevkom Hiperbola. Ker ne vedo njenega pravega imena, jo poimenujejo Vesna (pomlad). Na zmenku se nepričakovano prikaže prava profesorjeva hčerka, privlačna Janja. Samo in Vesna se zaljubita in zgodba se začne naglo odvijati. Samo povabi Vesno (Janjo) na vožnjo z jadralnim letalom. Morata zasilno pristati. Po tem dogodku Janjin (Vesnin) oče izve, kako je Samu ime. Vesna (Janja) na očetovi delovni mizi najde spisek nalog, ki jih bo dal njen oče (profesor) v reševanje na maturi. Sandi, vesel, da so končno dobili naloge, se zanje stepe s Samom. Samo se poškoduje in zaradi tega ne more na zmenek z Vesno. Nanj gre Sandi, ki na zmenku poskuša pridobiti Vesno zase. Zareče se mu in uide mu resnica, da so za Vesno žrebali. Zaradi tega se hoče Vesna ubiti. Skoči s padalom v upanju, da se ne bo odprlo. Vse se lepo izide, padalo se odpre. Vesnina zamera trem fantom nenadoma izpuhti. Med maturo g. profesor ugotavlja, kateri je Samo. Po opravljeni maturi ga. Kocjanova, Samova mama, povabi Vesno (Janjo), g. profesorja in teto Ano k sebi domov na pojedino in s tem se zgodba zaključi.

## Kritike in sprejem
Vesna velja za prvi slovenski film s sodobnim videzom in hollywoodskim učinkom. Iz glavnih igralcev Metke Gabrijelčič in Franeka Trefalta je ustvarila filmske zvezdnike. Za razmere jugoslovanskega filma je imela velikanski obisk v kinematografih. Film je dobil tudi znatno mednarodno distribucijo, prikazovali so ga kinematografi v Avstriji, na Madžarskem, v Vzhodni in Zahodni Nemčiji, na Poljskem in v Sovjetski zvezi.
Film je navdušil občinstvo in vsaj še kritike, ki so bili prisotni na festivalu jugoslovanskega filma v Puli, kjer je film osvojil nagrado občinstva in nagrado kritike. 
Publicist France Brenk je o režiserju Františku Čapu zapisal, da je edini, ki je v tedanjem slovenskem filmu pokazal prvine tekoče filmske obrti. Tedanje filmsko ustvarjanje v Sloveniji je po publicistovem mnenju namreč negotovo nihalo med amaterizmom, diletantizmom in profesionalizmom.
Filmski teoretik Peter Stanković med formalne prvine Čapovega filma prišteva elegantno pripoved, tekočo montažo, vsebinske dialoge (ki po Stankovićevem mnenju v slovenskem filmu niso naravna danost), duhovite vložke in konvencionalno, a občuteno ekspozicijo. Obenem pa ne velja spregledati občutnega prispevka igralcev, poleg glavnih igralcev sta blestela zlasti Janez Čuk, ki je bil eden prvih rojenih komičnih igralcev v slovenskem filmu, ter Olga Bedjanič, ki je prav tako izkazovala dar za komedijo. Novo generacijo je dobro podprla linija izkušenih igralcev Staneta Severa, Metke Bučar in Elvire Kralj.
Številni kritiki so razpravljali tudi o ideoloških vidikih filma. Kritiški konsenz je, da Vesna velja za prelomnico v zgodovini slovenskega filma. Stanković v svoji analizi kot glavno novost navaja opustitev tedaj prevladujoče nacionalistične retorike, ki je prežemala slovensko filmsko ustvarjalnost po II. svetovni vojni, poleg tega je kot lahkotna romantična komedija načelno apolitična oziroma se ne postavi v nikakršen velik narativ. Nekateri starejši jugoslovanski kritiki so filmu prav zato očitali apolitičnost in pogrešali elemente zgodbe, ki bi se zavzemali za izgradnjo nove socialistične skupnosti.
Kritik in publicist Zdenko Vrdlovec podobno kot Stanković poudari, da je prelomen odmik od revolucionarne zavesti. Čeprav Vesna ni prvi slovenski film, ki se je odmaknil od socialističnih idej - prvi je bil Kekec -, je vendarle prvi film, ki je bil postavljen v sodobnost, v Ljubljano. Najstniški liki v njem ne vzklikajo ideoloških parol, temveč se ubadajo z banalnimi in obenem pomembnimi stvarmi, kot sta matura in ljubezensko dozorevanje. Prelomno je torej to, da v filmu ni čutiti trdega socialističnega sveta, svet v Vesni je bolj podoben utopični deželi kot tedanji slovenski stvarnosti.
Med prevladujočimi navdušenimi odzivi nekoliko izstopajo le slovenski kritiki, ki so se ob premiernem prikazovanju odzvali z očitki. Vrdlovec navaja, da so ti filmu očitali napačno reprezentacijo slovenskega sveta (kritik Jože Krajnc, Ljudska pravica, 30. 12. 1953), podobnost s češkimi predvojnimi študentskimi filmi in nespecifičnost, vtis, da bi se lahko dogajal kjerkoli v srednji Evropi (kritik Rado Bordon, Slovenski poročevalec, 23. 12. 1953). Drugim ni bilo prav, da je Vesna lahkotna komedija in s tem daleč od umetnosti. Kljub raznolikim očitkom se je slovenska filmska kritika zedinila v občudovanju Čapove obrtniške spretnosti, ki je postala režiserjeva znamka in kritiška dogma.

## Tehnični podatki
- tip: celovečerni igrani film
- format: 35 mm, črno belo (č/b), standard
- dolžina traku: 2617 m
- dolžina filma: 91 minut

## Muzikal
Po več poskusih lokalnega obsega je 2017 na odre prišel muzikal Vesna – avtor glasbe Matjaž Vlašič, režiser Vojko Anzeljc, libretist Janez Usenik, koreograf Miha Krušič in producent Gorazd Slak.